# Karolina Zaborska
Karolina Zaborska (ur. 26 października 1999) – polska koszykarka występująca na pozycjach rozgrywającej lub rzucającej, od 2018 zawodniczka MKS-u Pruszków.

## Osiągnięcia
Stan na 4 maja 2024, na podstawie, o ile nie zaznaczono inaczej.

### Drużynowe
5x5
- Mistrzyni I ligi (2020, 2022 – awans do EBLK)[2]
- Wicemistrzyni I ligi (2019, 2021)

#### 3x3
Seniorskie
- Uczestniczka rozgrywek Lotto 3x3 Ligi Kobiet (2023 – 5. miejsce, 2024 – 6. miejsce)[3][4]

Młodzieżowe
- Mistrzyni województwa łódzkiego 3x3 U–23 (2022)
- Wicemistrzyni województwa łódzkiego 3x3 U–23 (2021)
- Uczestniczka:
  - halowych mistrzostw Polski 3x3 U–23 (2019 – 5. miejsce)
  - młodzieżowych mistrzostw Polski 3x3 U–23 (2021 – 8. miejsce, 2022 – 5. miejsce)